# Santa Lucrécia de Algeriz
Santa Lucrécia de Algeriz ist ein Ort und eine ehemalige Gemeinde im Distrikt Braga in Portugal. Sie hat 535 Einwohner (Stand 30. Juni 2011). und eine Fläche von 4,0 km². Die Bevölkerungsdichte beträgt 134,2 Einwohner/km². Der Ort liegt im Fojotal, in dem hauptsächlich Landwirtschaft betrieben wird. Ursprünglich war Santa Lucrécia Sitz eines Bistum Braga gehörenden Vikariats. Benannt ist die Gemeinde nach der heiligen Lucretia. Der Name des Flusses Algeriz ist arabischen Ursprungs und bedeutet Glocke oder Kuhglocke.
Zur Gemeinde Santa Lucrécia de Algeriz gehören die Ortschaften Casais, Castelos, Eiró, Garrido, Loural, Monte, Reigada, Salgueiro und Souto.
Am 29. September 2013 wurden die Gemeinden Santa Lucrécia de Algeriz und Navarra zur neuen Gemeinde União das Freguesias de Santa Lucrécia de Algeriz e Navarra zusammengeschlossen. Santa Lucrécia de Algeriz ist Sitz dieser neu gebildeten Gemeinde.

## Gebäude der Gemeinde
- Kirchenhaus und -hof
- Hauptkirche
- Kapelle S.Bentinho dos Esquecidos (der Vergessenen)
- Kapelle von S.Brás,
- Kapelle des Hofes von Bárrio
- Kapelle von Sta. Catarina.

## Feiern und Volksfeste
- Santa Catarina (Erster Sonntag im September)
- São Tiago (25. Juli)

## Bilder

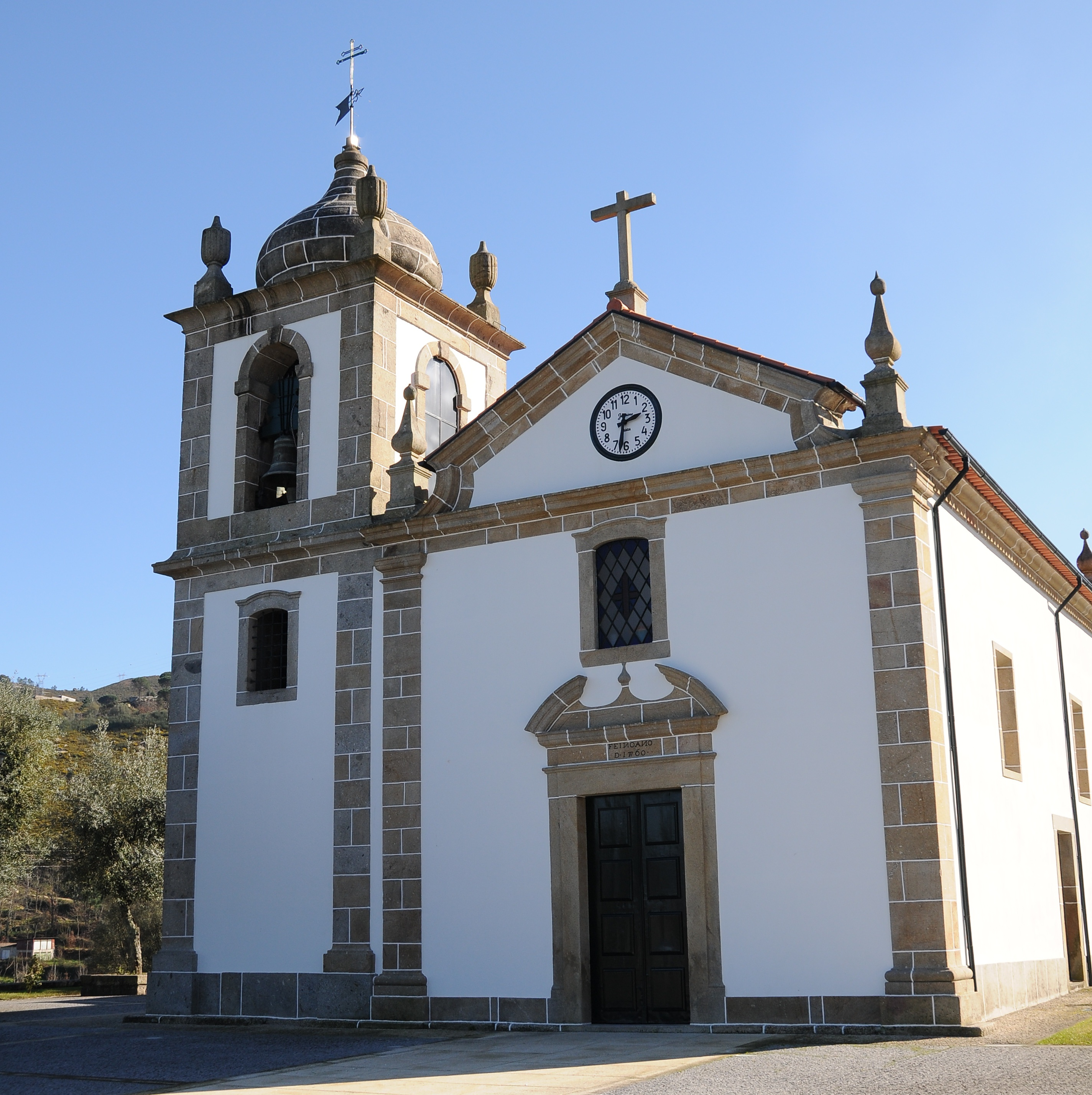
Kirche von Santa Lucrécia